# 원술
원술(袁術, 155년 ~ 199년)은 중국 후한 말의 군웅으로 자는 공로(公路)이며 예주 여남군 여양현(汝陽縣) 사람이다. 중의 황제를 자칭했으나 정식 왕조로 인정되지 않는다.
명문 원가의 적자였는데 얼자인 원소와 대립하였다. 반동탁 연합군에 가담하여 가장 큰 실적을 쌓았음에도 원소와 찢어져 서로 전쟁을 벌이다 양주로 쫓겨났다. 세력을 회복해서는 황제를 자칭하고 사치를 일삼았으며 여러 전투에서도 패하는 등 실정을 거듭하여 모든 기반을 거댈 냈다. 결국 원수처럼 여기던 원소에게 의지하려다 조조에게 저지당하고 객사하였다.
배잠(裴潛)은 원술에 대해 '협기(俠氣)가 있으며 의리있는 인물로, 어렸을 때 관직에 나섰으며 청렴하고 일잘하는 것으로 명성이 높았다'라 평했다.

## 생애

### 명문 원가의 적자
고조부 원안 이래 4대가 삼공에 오른[사세삼공, 四世三公] 명문 집안에서 원봉의 적자로 태어나 그 위세가 대단했다. 형제로는 형인 원기가 있었는데 동탁 토벌전 때 동탁에게 숙청당했다. 또다른 형제 원소는 원술보다 나이만 많았을 뿐 얼자였으며 일찍 죽은 둘째아버지 원성의 양자로 갔다. 어릴 적엔 호방하게 양갓집 자제들과 사냥을 즐겼으며 나중에 마음을 고쳐먹고 효렴으로 천거되어 낭중(郞中)으로 관직 생활을 시작하였다. 점차 관위가 올라 절충교위(折衝校尉)와 하남윤을 거쳐 호분중랑장(虎賁中郞將)에 이르렀다.
189년(중평 6년) 대장군 하진이 십상시에게 살해당했다. 이에 원술은 오광과 함께 황궁을 공격하여 환관들을 몰살하는 데에 기여하였다. 동탁이 낙양에 입성하여 정권을 잡고는 원술을 후장군에 임명하며 그 협력을 바랐지만 남양군으로 피하였다. 190년(초평 원년) 동탁의 횡포에 반동탁 연합군이 결성되었고 원술 역시 이름을 올렸다. 마침 장사태수 손견이 같은 연합군이었던 남양태수 장자(張咨)를 죽이고 남양군을 원술에게 바쳤다. 원술이 표를 올려 손견을 예주자사에 앉혔다. 형주자사 유표는 원술을 남양태수로 추천하였다. 6월(음력, 이하 모두 음력) 동탁으로부터 파견되어 연합군의 해산을 종용하는 소부 음수를 잡아 죽였다.

### 원술 연합 대 원소 연합
191년 정월, 연합군의 맹주인 원소는 동탁이 제멋대로 세운 헌제 대신에 명망 있는 유우를 새로운 황제로 옹립하고자 했다. 원술은 신하된 마음이 없었음에도 좋은 군주가 서는 것을 꺼려 대의를 들먹이며 유우 옹립에 반대하고 동탁을 멸하는 데에만 집중하자고 하였다. 그럼에도 원소와 기주목 한복은 유우를 황제로 추대했는데 유우 본인이 이게 웬 역모냐며 굳게 거절하였다. 2월 휘하에 있던 손견이 양인(陽人, 하남윤 양현 소재)에서 호진과 여포를 격파하였다. 원술은 손견이 낙양을 점령하면 다른 뜻을 품을까봐 보급을 중단하였다. 손견이 양인에서 노양현(魯陽縣)까지 100여 리를 밤새 달려와 땅에 그림을 그려가며 계획을 설명하고 사심이 없음을 부르짖기에 의심을 풀었다. 손견이 낙양까지 진출했다가 이내 노양으로 돌아왔다.
이 무렵 연합군은 완전히 갈라서서 원술은 분무장군(奮武將軍) 공손찬과 연합하고, 원소는 형주자사 유표와 연합하여 서로가 피를 흘렸다. 원술은 원소와 연계하는 이들을 보며 ‘쌍것들이 나를 따르지 않고 우리집 종놈을 따른다’고 화를 냈고, 공손찬에게 편지를 써 원소는 원씨의 자식이 아니라고 떠들었다. 원소는 주흔·주앙·주우 형제를 이용해 원술을 방해했다. 원술은 평소 사치스럽고 방자하며 가혹하게 세금을 걷었던 탓에 백성들이나 주씨 형제는 원술을 싫어하였다. 주앙 혹은 주우가 원소에 의해 예주자사가 되어 예주를 취하려 했다. 원술은 손견과 공손찬의 종제 공손월을 출진시켜 주씨 형제를 양주로 되돌려 보냈다. 이어서 형주의 유표도 밀어붙였지만 손견이 전사하면서 뜻을 이루지 못했다.
192년 양주자사 진온이 병사하였다. 원소가 그 후임으로 원유를 내려보냈기에 격퇴하고 대신 진우를 앉혔다. 193년 유표가 군량 수송로를 끊었다. 원술은 군대를 북쪽으로 돌려 흑산적과 어부라의 도움을 받으며 진류군 봉구현(封丘縣)으로 들어갔다. 원소 진영의 연주목 조조가 광정(匡亭, 진류군 평구현 소재)에 주둔하던 원술 부하 유상(劉詳)을 깨트리고 봉구로 진격해왔다. 양읍현(襄邑縣)으로 철수하니 조조가 태수수(太壽水)의 물을 성으로 흘려보냈다. 양국 영릉현(寧陵縣)을 거쳐 결국 양주 구강군으로 도주하였다.

### 양주에서의 재기
수춘현(壽春縣)에서 정무를 보던 진우는 원술을 거부하였다. 음릉현(陰陵縣)으로 물러난 원술은 회북의 병력을 규합하여 수춘으로 향하였다. 화의를 청하는 진우의 아우 진공염(陳公琰)을 붙잡고 계속 진군하니 진우는 하비국으로 달아났다. 이어서 손분과 오경이 주씨 형제를 축출하는 데에 성공함으로써 원술은 구강군 일대에 새로운 근거지를 마련하고 서주백(徐州伯)이라 자칭하였다. 조정을 농단하던 이각 연립 정권은 원술과 손을 잡으려는 생각에 태부(太傅) 마일제를 칙사로 보내 좌장군과 가절(假節)을 수여했으며 양책후(陽翟侯)에도 봉했다. 정작 원술은 마일제의 부절을 빼앗고 그를 억류한 채 자신의 부하들을 천거하라고 협박하였다.
194년(흥평 원년) 손견의 장남 손책을 시켜 여강태수 육강을 공격하였다. 양주자사 유요에게 빼앗긴 단양군은 오경과 손분더러 수복하라 하였다. 195년 손책이 육강을 쳐부수고 지지부진했던 유요 전선으로도 장강을 건너 전진하였다. 혜구(惠衢)를 양주자사로, 유훈을 여강태수로 삼았다.

### 내보이는 역심
원술은 애초에 참위서의 ‘한나라를 대신할 자는 당도고(當塗高)이다.’라는 구절이 자신을 가리킨다고 믿었다. 도(塗)는 자신의 이름인 술(術)이나 자인 공로(公路)의 로(路)처럼 '길'이란 뜻이기 때문이었다. 더욱이 원씨(袁氏)는 진나라[陳]의 후손이므로 순임금의 후예이기도 하였다. 오행상생에 의하면 흙은 불에서 생겨나는데[火生土, 화생토] 순임금은 흙, 한나라는 불이었다. 즉 황색이 적색을 이을 두 번째 운의 차례였다. 고로 참칭할 마음을 품고 이전에 손견이 습득했던 전국옥새를 그 처로부터 빼앗았다.
마침 헌제가 장안을 탈출해 낙양으로 가면서 이각, 곽사 등에게 갖은 고초를 당했다. 원술이 부하들을 소집해 묻기를, “현재 해내는 솥에서 끓는 물처럼 요동치고 유씨(劉氏, 한나라 황실 성씨)는 미약하오. 우리 가문은 4대가 삼공을 지내 백성들이 따르는 바 천명과 민의에 순응하고자 하는데 어떻겠소?”라 하였다. 감히 대답하는 자가 없는데 주부(主簿) 염상이 나서, “옛날 주나라는 후직부터 문왕에 이르기까지 덕과 공을 쌓아 천하의 삼분의 이를 가졌음에도 은나라를 섬겼습니다. 명공의 가문이 대대로 번창했을망정 주나라에 비하겠습니까? 한나라 황실이 쇠미했을지언정 주왕만큼 패악한 것도 아닙니다.”라며 반대하였다.
할 말이 없어진 원술은 장범을 불렀다. 장범은 병을 핑계로 대며 동생 장승(張承)을 보냈다. 원술이 “주나라가 쇠퇴하자 제환공과 진문공이 패자가 되었고 진나라[秦]가 실정하자 한나라가 들어섰소. 난 토지와 사람이 매우 많기에 제환공이나 한고조를 본뜨고 싶은데 괜찮겠소?”라고 질문하였다. 장승은 “이는 많은 숫자가 아니라 덕(德)에 달려있습니다. 천하의 뜻에 부합하는 덕을 행할 수만 있다면 필부라도 패왕이 될 수 있습니다. 만약 법도를 무시하여 분수를 지키지 않는다면 사람들이 떠나갈텐데 어느 누가 흥하겠습니까?”라고 답하였다. 원술은 불쾌하였다.

### 세력 확장과 칭제
196년(건안 원년) 조조가 조홍으로 하여금 헌제를 맞이하려하자 장노(萇奴)를 보내 방해하는 한편 서주목 유비와는 회수를 사이에 두고 하비국 우이현(盱眙縣)과 회음현(淮陰縣) 일대에서 다투었다. 당시 여포가 유비의 신세를 지고 있었다. 여포에게 서신을 보내 동탁을 주살한 것과 연주에서 조조와 싸운 것은 치켜세우고, 듣도 보도 못한 유비는 여포의 위령에 힘입어 무찌르겠다고 회유하였다. 거기에다 군량 조달도 약속하였다. 여포가 이에 응해서 유비의 뒤를 쳐 하비를 탈취했다. 광릉군 해서현(海西縣)까지 쫓긴 유비는 굶주림을 견디다 못해 여포에게 귀의하고 소패(小沛)에 발붙였다. 여포가 이를 허락한 이유는 원술이 조달 약속을 지키지 않았기 때문이었다. 원술은 유비를 마저 정리하려고 기령에게 3만 명을 줘 출전시켰으나 여포가 중간에서 제지하였다. 강동은 손책이 회계군까지 평정하였다.
197년 기어이 부명(符命)을 받았다며 스스로 제위에 오르고 국호를 중(仲)이라 하였다. 구강태수를 회남윤(淮南尹)으로 승격하고 공경백관(公卿百官)을 두었으며 천지에 제사지냈다. 이를 간하던 손책은 독립하였다. 원술은 여포에게 한윤을 사자로 보내 즉위 사실을 알리고 그 딸을 데려갔다. 이전에 원술과 여포는 서로 사돈을 맺기로 했었다. 패국상 진규는 이 동맹이 중국에 국난이 될 것이라 보고 여포를 말렸다. 여포도 원래 원술을 싫어했던 터라 이미 길을 나선 딸 일행을 돌려세우고 한윤은 붙잡아서 허도로 압송하였다.

### 거듭된 실정
대노한 원술은 장훈, 교유, 한섬, 양봉 등 수만 명의 대군을 동원하여 일곱 길에서 밀고 올라갔지만 한섬과 양봉이 여포한테 붙으면서 참패하고 말았다. 한편 진왕 유총과 진국상 낙준(駱俊)은 원술의 양식 원조 요청을 일축했었다. 9월, 휘하의 장개양(張闓陽)을 유총과 낙준에게 접근시켜 그들을 살해하고 진국을 침입하였다. 이에 조조가 친정을 개시하자 장훈, 교유, 이풍, 양강, 악취를 남겨두고 돌아왔다. 호현(苦縣) 부근에서 참패하여 장훈만 간신히 퇴각하고 다른 네 장수는 죽음을 당했다.
군대가 쇠약해지자 이반하는 자들도 늘어났다. 게다가 가뭄으로 인해 장강과 회수 사이에서는 먹을 것이 없어 서로를 잡아먹을 지경이었다. 원술 밑에서 패국상으로 있던 서소가 군량미 10만 곡(斛)을 풀었다. 원술이 화가 나 참하려는데 서소가 “당연히 죽을 것을 알았습니다. 한 사람의 목숨으로 도탄에 빠진 백성을 구하게 되어 다행입니다.”라 하였다. 원술이 말에서 내려 예를 표하며 “족하는 혼자만 천하의 명예를 누리려 하오? 나와 같이 누릴 수는 없었소?”라 푸념하였다. 원술이 명성은 소중히 여겼을지라도 천성은 오만방자하였다. 사치는 더욱 심해져 첩이 수백 명에, 비단을 두르지 않는 이가 없었고, 양곡과 고기를 질릴 정도로 먹었다. 반면에 사람들은 기아에 허덕이는데도 이를 보살피지 않았다.
198년 여포가 뒤늦게야 원술과 협동하여 조조에 저항했다. 여포는 하비에서 조조에게 포위당했고 원술의 구원 시도는 실패하였다. 단양군 방면으로는 조랑 등에게 인수(印綬)를 주며 산월을 봉기시켜 손책에 대적하게 하였다. 이들은 손책에게 모조리 진압당하였다. 섣달, 여포가 붙잡혀 처형되었다.

### 몰락과 유랑
199년 여름, 물자가 바닥나 자립조차 어려워진 원술은 궁여지책으로 궁궐을 불사른 뒤 첨산(灊山)으로 갔다. 첨산에는 원술의 수하인 진란과 뇌박이 있었다. 그러나 그들로부터도 거부당하는 바람에 더더욱 곤궁에 빠지고 사졸들은 흩어졌다. 근심과 번민에 휩싸인 원술은 어쩔 수 없이 원소에게 편지를 썼다. “한나라는 천하를 잃은지 오래되어, 권신의 가문이 정사를 행하며 영웅호걸들은 서로 강역을 나눠 각축을 벌이고 있습니다. 이는 주나라 말기의 전국 칠웅과 다를 바가 없어 종국엔 강한 자만이 거머쥘 것입니다. 원씨는 왕이 된다는 천명을 받아 그 상서로운 조짐이 환하게 빛나고 있습니다. 지금 군께서는 청주, 기주, 유주, 병주의 4주를 옹유하여 인가가 백만으로 이처럼 강대하고 격이 높은 자가 없습니다. 조조가 아무리 쇠락한 한 황실을 지탱하고자 한들 어떻게 끊어진 명을 잇고 이미 망한 것을 구하겠습니까? 군깨서는 삼가 천명에 응하십시오.”
원소는 내심 그 말이 옳다 여겼다. 청주자사로 있던 원술의 조카 원담이 사람을 보내 원술을 맞이하려 하였다. 원술은 하비를 통해 청주로 가려했으나 조조가 유비와 주령을 파견해 가로막는 바람에 나아가지 못하고 수춘으로 발길을 돌렸다. 6월, 수춘이 80리 남은 강정(江亭)에 이르렀는데 식량은 맥곡 가루 30곡만이 남았다. 더위가 한창이어서 꿀물을 찾았지만 구할 수 없었다. 평상에 걸터앉아 "원술이 이 지경에까지 이르렀구나!" 라고 한참이나 탄식하다가 피를 한 말가량 토하고 분사하였다. 원술의 남은 일족은 여강태수 유훈에게 의탁했다가 손책이 여강군을 정복하면서 손책을 의지하게 되었다. 이후 딸은 손권의 측실이 되어 원부인이라 불렸으며, 아들 원요는 낭중에 임명되었다. 원요의 딸은 손권의 오남인 손분에게 시집갔다.

## 평가
호탕한 기상이 있어 원소와 마찬가지로 하진에게 중용받았다. 다만 방자한 데다 사치까지 심하여 그 영화가 끝까지 가지는 못하였으니 《삼국지》의 저자 진수는 이를 자업자득이라 하였다. 배송지는 “솜털만한 공도, 검부러기만한 선행도 없으면서 미친 듯이 날뛰어 멋대로 황제를 칭했으니 의로운 사내들이 분기탱천한 것은 물론이거니와 귀신들까지도 이를 증오하였다. 근검절약했어도 파멸을 어찌하지 못했을 텐데 단지 ‘사치가 심하여 끝까지 가지 못했다’는 평은 그 크나큰 죄악을 드러내기엔 부족하다”고 혹평하였다. 참칭하기 전인 194년 도겸이 세상을 떴을 때도 진등은 원술이 교만한 데다 제멋대로라 난을 다스릴 자가 아니라 보았고, 공융 역시 그가 명문가임에도 우국충정이 없다며 도겸의 후임자로 유비를 내세웠다.
원술의 후손 중 여자들은 대부분 손견의 가문에 첩으로 시집갔다. 대표적으로 원술의 딸이 손오 천자 손권의 후궁이다.

## 섬긴 사람들
| - 교유 - 기령 - 뇌박 - 사의관 - 서소 - 손견 - 손분 - 손책 - 손향(孫香) - 악취 | - 양강 - 양봉 - 양홍 - 염상 - 오경 - 원사(袁嗣) - 원윤 - 원환 - 유상(劉詳) | - 유훈 - 이업(李業) - 이풍 - 장개양(張闓陽) - 장노(萇奴) - 장훈 - 제갈현 - 주상(周尙) - 진기 | - 진란 - 진우 - 진익(秦翊) - 척기(戚寄) - 한섬 - 한윤 - 혜구(惠衢) - 화흠 - 황의(黃猗) |

## 가계
- 아버지 : 원봉
  - 형제 : 원기, 원소
    - 아들 : 원요
    - 딸 : 원부인

  - 매부 : 양표[34]

## 같이 보기
- 삼국지 인물 목록
- 원술 토벌전

## 참고 문헌
- 《후한서》75권 열전 제65 원술
- 《삼국지》6권 위서 제6 원술